# 491号美国国道
美國491號公路是南北向的公路，是最新設計的高速公路之一，在2003年建造來替代美國公路666。當這條路還是666的時候，他有個暱稱叫作惡魔的高速公路，因為基督徒相信666這個數字代表著野獸的數字。這個撒旦的含義，以及這條路在新墨西哥州的高事故率，讓很多人認為這是一條被詛咒的高速公路。不單單是這個問題，不時的標誌盜竊也是導致為從新更換牌號努力的原因。首先是亞利桑那州州長，然後是新墨西哥州。在換號過程中的安全改進也讓這條路的事故死亡率開始下降。

## 引用
Weingroff, Richard F (2003-06-18). "U.S. 666: Beast of a Highway?". (United States Department of Transportation – Federal Highway Administration). http://www.fhwa.dot.gov/infrastructure/us666.htm（页面存档备份，存于）. Retrieved on 2007-11-17.  